# 富山県道53号若栗生地線
富山県道53号若栗生地線（とやまけんどう53ごう わかぐりいくじせん）は、富山県黒部市を通る県道（主要地方道）である。

## 概要

### 路線データ
- 起点：富山県黒部市若栗（富山県道14号黒部宇奈月線交点）
- 終点：富山県黒部市生地中区（富山県道2号魚津生地入善線交点）

## 歴史
かつては一般県道の若栗生地線と、主要地方道西小路若栗線（通称・インター線）という名称であった。旧・若栗生地線は、現在より南側にあたる植木、金屋、中新地内を経由するルートであった。
- 1975年（昭和50年）4月 - 黒部市道西小路若栗線が県に移管される[3]。
- 1993年（平成5年）5月11日 - 建設省から、県道若栗生地線・県道六天天神新線の一部が若栗生地線として主要地方道に指定される[4]。

## 地理

### 通過する自治体
- 黒部市

### 交差する道路
- 富山県道14号黒部宇奈月線・富山県道45号黒部朝日公園線（黒部市若栗、起点）
- 北陸自動車道 黒部IC（黒部市荻生）
- 富山県道150号魚津入善線（黒部市荻生）
- 富山県道314号沓掛魚津線（黒部市沓掛）
- 国道8号（黒部市古御堂）
- 富山県道120号六天天神新線（黒部市古御堂）
- 富山県道2号魚津生地入善線（黒部市生地中区、終点）